# Шарроне-Алибранди, Антонелла
Антонелла Шарроне-Алибранди (итал. Antonella Sciarrone Alibrandi; род. 2 мая 1965, Милан) — судья Конституционного суда Италии (с 2023).

## Биография
Антонелла Мария Шарроне-Алибранди родилась 2 мая 1965 года в Милане. В июле 1987 года окончила юридический факультет Католического университета Святого Сердца. В 1992 году получила степень доктора философии в области гражданского права Университета Феррары. 
С 1992 по 1999 год занималась исследовательской деятельностью в области частного права на юридическом факультете Католического университета Святого Сердца.
С 1999 по 2002 год являлась ассоциированным профессором хозяйственного права на факультете экономики Болонского университета.
С 2002 года являлась профессором хозяйственного права. До 2010 года работала на юридическом факультете Католического университета Святого Сердца (кампус в Пьяченце). С 2005 по 2010 год являлась директором юридического департамента данного филиала.
С 2010 года преподаёт частное право на факультете банковского дела, финансов и страхования Католического университета Святого Сердца (кампус в Милане). 
С 2010 по 2021 год являлась президентом правления фонда «EDUCatt» Католического университета Святого Сердца.
С 2013 по 2022 год являлась проректором, с 2017 года также заместителем ректора Католического университета Святого Сердца.
С 1 января 2023 года являлась помощником секретаря, с 2024 года — консультантом Дикастерии культуры и образования Римской курии.
Судья Конституционного суда Италии (с 6 ноября 2023).
Являлась членом и директором руководящих комитетов первого и второго уровня программ магистратуры Католического университета Святого Сердца, Франкфуртской школы финансов и менеджмента.
С 2014 по 2022 год являлась президентом Ассоциации профессоров хозяйственного права Италии.
С 2015 года является членом руководящего комитета Европейского общества банковского и финансового права.
С 2016 года является членом учёного совета Европейского института банковского дела. 
С 2018 по 2019 год являлась членом экспертной группы по нормативному регулированию финансовых инноваций Генерального директората по финансовой стабильности, финансовым услугам и рынкам капитала Европейской комиссии
В 2020 году являлась докладчиком по Италии цифровой финансовой инициативы Европейской комиссии.
С 2020 по 2023 год являлась членом правления Управления финансовой информации Святого Престола.
Участвовала в нескольких национальных и международных исследовательских проектах.
Является членом правления, научного и редакционного советов нескольких юридических журналов, в том числе «Rivista di diritto bancario», «Banca Borsa e Titoli di Credito», «Osservatorio del diritto civile e commerciale», «Vita e pensiero».
Является со-редактором серии «EBI Studies in Banking and Capital Markets Law», изданной Palgrave Macmillan.
С 2020 года является членом совета директоров Христианского союза предпринимателей и менеджеров Италии (Милан).
С 2022 года является членом Института Луиджи Стурцо.
Автор более 100 публикаций, включая монографии, статьи в национальных и международных научных журналах.
С 1991 года является членом Адвокатской палаты Италии. 
С 2010 по 2012 год являлась членом Миланского отделения Омбудсмана Италии по банкам и финансам, назначенным от Банка Италии.
Является экспертом по банковскому и финансовому праву Италии и Европейского союза при рассмотрении дел в Высоком суде Англии и Уэльса и Международной арбитражной палате (Париж), экспертом Банка Италии при рассмотрении судебных дел судами Италии.
Является арбитром Миланской арбитражной палаты. 